# Żółkiewka (gmina)
Żółkiewka – gmina wiejska w województwie lubelskim, w powiecie krasnostawskim. W latach 1975–1998 gmina położona była w województwie zamojskim.
Oficjalna siedziba gminy to Żółkiewka (nie istnieje taka miejscowość), choć urząd gminy znajduje się w osadzie Żółkiewka-Osada.
Według danych z 30 czerwca 2004 gminę zamieszkiwało 6220 osób.
Za Królestwa Polskiego gmina należała do powiatu krasnostawskiego w guberni lubelskiej. 13 stycznia 1870 do gminy przyłączono pozbawioną praw miejskich Żółkiewkę.

## Struktura powierzchni
Według danych z roku 2002 gmina Żółkiewka ma obszar 130,01 km², w tym:
- użytki rolne: 85%
- użytki leśne: 10%

Gmina stanowi 11,43% powierzchni powiatu.

## Demografia

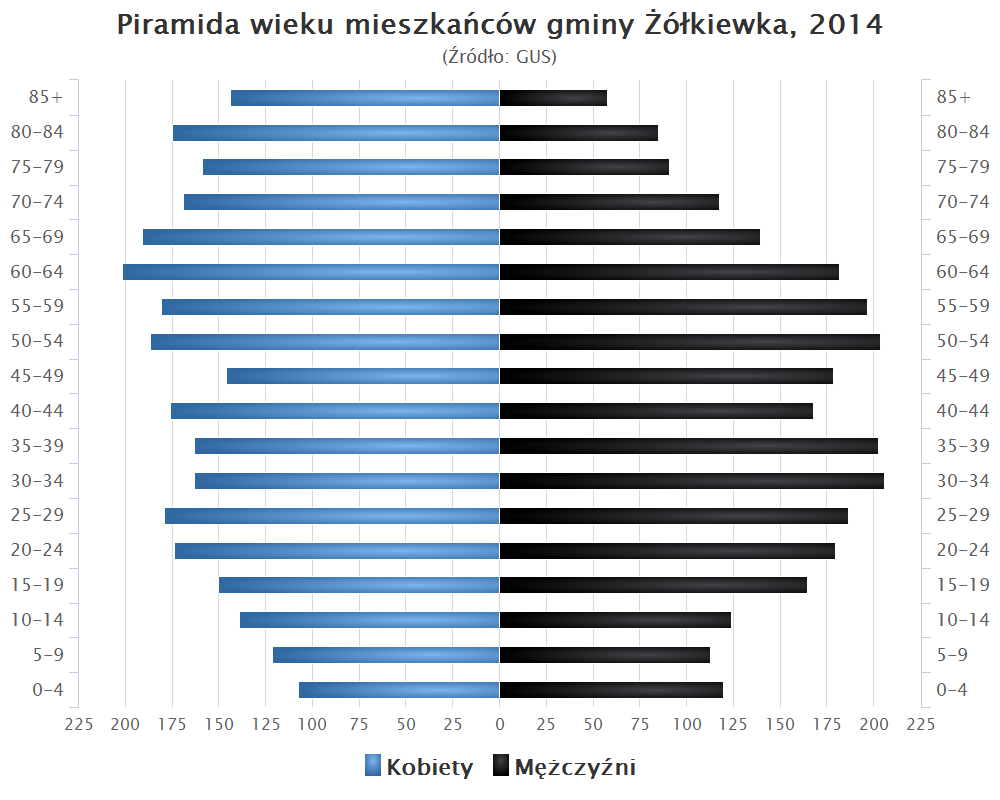
Piramida wieku mieszkańców gminy Żółkiewka w 2014 roku

Dane z 30 czerwca 2004:
| Opis                              | Ogółem | Ogółem | Kobiety | Kobiety | Mężczyźni | Mężczyźni |
| --------------------------------- | ------ | ------ | ------- | ------- | --------- | --------- |
| jednostka                         | osób   | %      | osób    | %       | osób      | %         |
| populacja                         | 6220   | 100    | 3206    | 51,5    | 3014      | 48,5      |
| gęstość zaludnienia (mieszk./km²) | 47,8   | 47,8   | 24,7    | 24,7    | 23,2      | 23,2      |

## Oświata
- Szkoła Podstawowa im. hetmana Stanisława Żółkiewskiego w Żółkiewce
- Szkoła Podstawowa im. Ofiar II Wojny Światowej w Chłaniowie
- Gimnazjum im. Jana III Sobieskiego w Żółkiewce
- Zespół Szkół Ponadgimnazjalnych w Żółkiewce
  - Liceum Ogólnokształcące
  - Technikum
  - Zasadnicza Szkoła Zawodowa
  - Technikum Uzupełniające na podbudowie szkoły zasadniczej

## Sołectwa
Adamówka, Borówek, Celin, Chłaniów, Chłaniów-Kolonia, Chłaniówek, Chruściechów, Dąbie, Gany, Huta, Koszarsko, Majdan Wierzchowiński, Makowiska, Markiewiczów, Olchowiec, Olchowiec-Kolonia, Poperczyn, Rożki, Rożki-Kolonia, Siniec, Średnia Wieś, Tokarówka, Wierzchowina, Władysławin, Wólka, Zaburze, Żółkiew, Żółkiew-Kolonia, Żółkiewka.
Miejscowościami podstawowymi bez statusu sołectwa są: Borówek-Kolonia i Wola Żółkiewska.

## Sąsiednie gminy
Gorzków, Krzczonów, Rudnik, Rybczewice, Turobin, Wysokie